# 本杰明·姆卡帕
本杰明·威廉·姆卡帕（1938年11月12日—2020年7月24日），坦桑尼亚外交家、政治家。

## 生平
姆卡帕毕业于乌干达东非大学麦克勒里学院，1962年后回国在政府部门工作。1966年后长期担任各种报纸的编辑部主任和主编工作。1974年，姆卡帕被任命为朱利叶斯·尼雷尔的新闻秘书。1976年出任坦桑尼亚通讯社社长。
1977年7月，姆卡帕被任命为坦桑尼亚外交部长，1980年改任新闻和文化部长。1982年到1984年间，先后出使加拿大和美国，其后再次担任外交部长。1994年底任科技和高等教育部长。
1995年底，姆卡帕当选坦桑尼亚总统，次年6月当选坦桑尼亚革命党主席。2000年连任总统。2005年底卸任后，姆卡帕目前担任南方中心董事会主席一职。
2020年7月24日在达累斯萨拉姆逝世，坦桑尼亚总统约翰·马古富利宣布全国哀悼7天。